# Zapardiel de la Ribera
Zapardiel de la Ribera – gmina w Hiszpanii, w prowincji Ávila, w Kastylii i León, o powierzchni 43,88 km². W 2011 roku gmina liczyła 119 mieszkańców.